# Крусеро-дель-Норте (футбольный клуб)
Общественный клуб «Крусеро-дель-Норте» (исп. Club Mutual Crucero del Norte) — аргентинский футбольный клуб из города Гарупа (провинция Мисьонес). Клуб принадлежит крупной транспортной компании «Крусеро-дель-Норте» (Crucero del Norte S.R.L.), осуществляющую пассажирские перевозки в Аргентине, Парагвае, Чили, Бразилии и Боливии.

## История
Клуб появился 19 июля 1989 года по инициативе семейства Коропески, которые хотели организовать спортивный клуб для сотрудников своей транспортной компании. Длительное время именно в такой корпоративной роли клуб и функционировал. В конце XX века Коропески начали разрабатывать план организации профессиональной футбольной команды. В 2003 году такая команда была организована и начала выступать в региональной Лиге Посаденья.
В 2005 году «Крусеро-дель-Норте» стал выступать в Турнире Интериора (Torneo del Interior) — пятой по уровне лиге в структуре чемпионата Аргентины. Команда сразу же добилась повышения и до 2009 года играла в Турнире Архентино B. В 2009 году команда добилась выхода в Турнир Архентино A — третий дивизион.
30 июня 2012 года, благодаря победе над «Гильермо Брауном», «Крусеро-дель-Норте» впервые в своей истории добился выхода в Примеру B Насьональ. В 2014 году Ассоциация футбола Аргентины объявила о реформе чемпионата страны. Состав Примеры 2015 был расширен за счёт добавления десяти команд из Примеры B Насьональ, которая была разбита на две группы, от каждой из которых в Примеру выходило по пять команд. «Крусеро-дель-Норте» занял в так называемой Зоне B второе место и добился прямой путёвки в Высший дивизион.
По итогам своего единственного сезона в элите аргентинского футбола «Крусеро-дель-Норте» занял последнее, 30-е место в 2015 году и вылетел обратно в Примеру B Насьональ.